# Іпаті
Іпаті (грец. Υπάτη) — село та колишній муніципалітет у Фтіотіді, в центральній материковій Греції. Після реформи місцевого самоврядування 2011 року, Іпаті стало муніципальною одиницею муніципалітету Ламія. Муніципальна одиниця має площу 257,504 км2 і у 2011 році його населення становило 4541 осіб для муніципальної одиниці та 496 осіб для самого поселення Іпаті. Поселення має давню історіюю Античне місто Гіпаті (Ὑπάτη) було засноване на рубежі V—IV століть до нашої ери як столиця Еніанів. У римський період місто процвітало і вважалося головним містом Фессалії, а пізніше єпископством. Ймовірно, воно було покинуте в VI столітті в результаті слов'янських вторгнень, але було відновлено в IX столітті як Неопатра (грец. Νέαι Πάτραι). Місто стало відомим як метрополія і було столицею грецького Фессалійського князівства в 1268—1318 роках і каталонського Неопатрійського герцогства з 1319 до 1391 років. Місто було завойоване османами на початку XV століття і залишалось під їх владою до Грецької війни за незалежність.

## Географія
Іпаті знаходиться в близько 30 км на захід від Фермопіл і на північ від гір Оіті та річки Ксеріса, це також 25 км на захід від Ламії на південь від національної траси GR-38 (Ламія — Карпеніссі — Агрініо), близько 230 км на північний захід від Афін і близько 50 км на схід від Карпенісірна, а з півночі воно оточено річкою Сперхіос. Географія включає ліси та луки на південних підвищеннях. на півдні лежить Фокіда. Близько 3 км на північний захід, в кількох кілометрах від гір розташовані знамениті джерела, які відносяться до давніх часів.

## Історія

### Античність

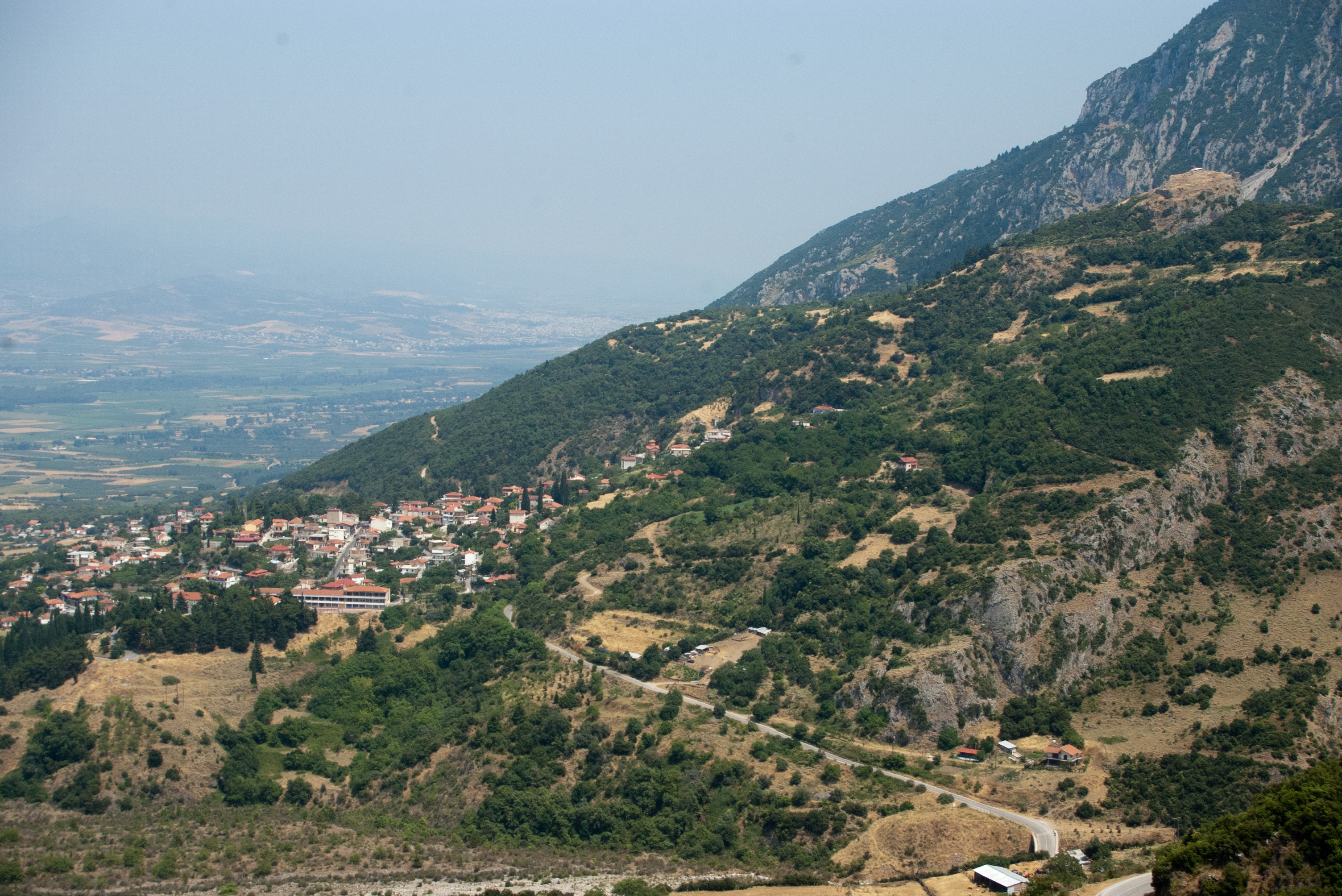
Вид на Іпаті із заходу

В античності місто було відоме як Гіпаті (Ὑπάτη) або Гіпата (Ὑπάτα), ймовірно, спотворення гіпо Оіта (ὑπὸ Οἴτα), що означає «біля гори Ета»).
Місто було засноване наприкінці X, або на початку IV століття до нашої ери як столиця племені Еніанів та їхнього койнону («ліга, співдружність»). Пізніше місто належало амфіктіонії Амфели. Геродот описує найближчі гарячі джерела, які відвідували ще в античності. Це також був поліс (місто-держава).
Приблизно в 344 році до нашої ери місто потрапило під македонське правління, яке тривало, за винятком короткої перерви під час Ламійської війни, доки місто не стало членом Етолійської ліги (прибл. 273 рік до н.е). Будучи членом Ліги, місто було спустошене римським полководцем Манієм Ацилієм Глабріоном у 191 р. до н. е. під час його просування через Фессалію під час римсько-селевкідської війни, а через два роки стало місцем проведення Етолійською лігою мирних переговорів з римським генералом Луцієм Валерієм Флакком. Після укладення миру між Римом і Етолійською лігою, Гіпата залишилася єдиним володінням Етолійців на північ від Ети. У 168 р. до н. е. Рим відновив койнон Еніанів як автономну державу з власними однойменними магістратами та правом карбувати власну валюту. Гіпата знову стала столицею койнону і настав період нового процвітання.
Після битви при Підні, починаючи з 167 року до нашої ери, місто було незалежним протягом приблизно двадцяти років, аж до створення Еніанської ліги, конфедерації територій Еніанів, якою керували п'ять чиновників, хоча в самій столичній Гіпаті керували два архонти. Еніс, включаючи Гіпату, об'єднався з Фессалійською лігою в першому столітті до нашої ери. Можливо, це було зроблено Августом після його перемоги в битві при Акціумі, заснування Нікополя та реорганізації Ліги Амфіктіонів у 31 р. до н. е. , але нумізматичні дані свідчать, що це вже відбулося до 44 р. до н. Після цього місто залишилося частиною Фессалії. За Августа місто отримало право називати себе «Гіпата Августа», що продовжувалося робити протягом періоду Римської імперії. До II століття нашої ери Гіпата вважалась найважливішим фессалійським містом. Археологічні залишки вказують на існування в ці часи значного міста.
Місцева сім'я, яка здебільшого використовувала імена Кілл і Евбіот, стала найвидатнішою сім'єю Ліги, члени якої обіймали посади головного магістрату Ліги, генерала (стратега), доки ця посада не була скасована в середині другого століття нашої ери. Вони також почали брати участь у ширшій провінційній політиці за Доміціана, коли Кілл був керівником Ліги Амфіктіонів у Дельфах і отримав римське громадянство . На початку другого століття нашої ери його син Тіт Флавій Евбіот обіймав ту саму посаду, фінансував Піфійські ігри, був верховним жерцем імператорського культу у Фессалії та займав посаду Елладарха. Інший гіпатан того часу, Луцій Кассій Петрей двічі фінансував Піфійські ігри. І Евбіот, і Петрей виступають як співрозмовники у філософських діалогах Плутарха. Гіпата приєдналася до Пангелленіону, заснованого в Афінах Адріаном у 131/2 р. н. е., а Тіт Флавій Кілл, член провідної сім'ї, фінансував Великі панеллінські ігри, організовані Пангелленіоном, і був архонтом Пангелленіону в 153—157 роках нашої ери. У «Золотому ослі» Апулей описує територію тогочасної Гіпати, як переповнену бандитами, а поема, написана в цей час Амміаном, яка висміює Кілла, називаючи його «дебілом-списом», може вказувати на те, що він здійснив невдалі експедиції для придушення цієї проблеми. Донька родини, Флавія Габроя, яка, можливо, має епізодичну роль на початку Лукіанівського «Луций або Осел», вийшла заміж за Марка Ульпія Левра, співвітчизника Фессалії та римського консула. Їхній син Марк Ульпій Евбіот Левр був консулом у 220-х роках і великим благодійником в Афінах близько 230 року. Здається, він був якимось чином пов'язаний з імператором Пупієном.

### Панування Візантії, хрестоносців і османів

Герб Неопатрійського герцогства

Місто під його стародавньою назвою все ще згадується в VI столітті Прокопієм, який вказав про ремонт його стін імператором Юстиніаном I, а також у Синекдемусі.
Місто, ймовірно, було покинуте після слов'янських вторгнень у VII столітті, але знову з'явилося в IX столітті під назвою Неа Патри (Νέαι Πάτραι, «Нові Патри») або Патри Елладіка (Πάτραι Ἑλλαδικαὶ, «Патри Елладські»). Никифор Грегора, який писав у XIV столітті, згадує про це як про сильно укріплене місце в XII столітті. В іншому випадку до XIII століття місто згадується лише як церковний центр (див. нижче).
Після Четвертого хрестового походу місто ненадовго опинилося під пануванням західних хрестоносців, але в 1218 році його повернув правитель Епіру Теодор Комнін Дука. Після цього він залишався в руках епіротів, за винятком короткого періоду, коли він був окупований нікейськими військами після битви при Пелагонії в 1259 році. Після прибл. 1268 він став столицею незалежного Фессалійського князівства під керівництвом Іоанна I Дуки та його наступників, до смерті Іоанна II Дуки в 1318 році. Каталонська компанія захопила місто в 1319 році і зробила його центром нового Неопатрійського герцогства, яке було приєднане до вже захопленого каталонцями Афінського герцогства. Неопатра була одним з останніх каталонських володінь у Греції, яку захопив Неріо Аччаюолі в 1391 році. Через три роки місто потрапило під владу османів під керівництвом Баязіда I. У 1402 році на деякий деякий час османів вигнав деспот Мореї Теодор Палеолог. Турки відновили свій контроль в 1414 році, знову втратили на користь візантійці в 1416 році, поки він не був остаточно завойований османами в 1423 році. Під османським правлінням місто стало відомим як Патраджик («Малі Патри»), що грецькою перекладається як Патрацікі (Πατρατζίκι).
Джерела початку XIX століття повідомляють, що місто було центром каза (району) в санджаку Інебахті Морейського еялету.

### Революційний період
- 18 квітня 1821 року, коли місто, яке утримувалося турками, було атаковано грецькими повстанцями під проводом Міцоса Кондогіаніса, Дьовуніотіса, Атанасіоса Діакоса та Бакояніса. Гарнізон був розбитий і почалися переговори про його капітуляцію, але прибуття великої турецької армії допомоги змусило повстанців відступити[12].
- У травні 1821 року грецькі командири Янніс Гурас, Скальцодімос і Сафакас мали намір атакувати місто, щоб зупинити просування османів до Лівадії. Однак їхні війська були атаковані першими, і хоча вони відбили турецький штурм, плани взяти місто були відкинуті[12].
- 2 квітня 1822 року, коли саме місто було нарешті взято військами капітанів Кондогіаніса, Панургіаса, Скальцаса та Сафакаса. Проте замок з його 1500 гарнізоном вистояв. Остання атака проти нього була успішною, гарнізон був вигнаний, але революціонерам знову довелося відступити через прибуття османського підкріплення з Ламії[12].

У 1830 році Іпаті остаточно приєднався до Греції та відродив свою давню назву. Муніципалітет Іпаті був заснований 10 січня 1834 року.

### Сучасна епоха
Місто постраждало під час окупації країн Осі, 15 жителів було розстріляно як репресії за саботаж у Горгопотамосі в 1942 році.
Найсильнішого удару було завдано 17 червня 1944 року, коли німці оточили місто у відповідь на напади партизанів EAM-ELAS, що базувалися в регіоні. Вони стратили 28 людей, ще 30 поранили і спалили 375 із 400 будівель міста. Меморіал у центрі міста вшановує цю подію, а Іпаті було оголошено грецькою державою «містом-мучеником».

## Церковна історія
Грецький менолог вшановує 28 березня пам'ять святого Іродіона, який традиційно вважається одним із 70 учнів, згаданих у Євангелії (якого апостол Павло з Тарсу називає родичем у Посланні до римлян, розділ 16, вірш 11) як першого. єпископ Неопатра.
Місто історично засвідчено як єпископська резиденція з III століття. Спочатку він був суфраганом Ларисської митрополії під владою Константинопольського патріархату. Її першим історично задокументованим єпископом був Лев, учасник Константинопольського собору 879—880 рокі, який реабілітував патріарха Константинопольського Фотія I.
Його було зведено до митрополичого єпископства бл. 900, внесений до Notitia Episcopatuum, приписуваний візантійському імператору Леву VI (r. 886—912), як передостання митрополія Константинопольського патріархату з одним суфраганним престолом, єпархією Мармаріцана. Печатка X століття містить ім'я архієпископа Косми, тоді як митрополит Миколай підписав синодальний декрет Константинопольського патріарха Сісінія II близько 997 року.
До XIII століття місто було найбільш помітним як церковний центр. У XII столітті воно мало три суфрагани: Мармаріцана (знову) плюс єпархія Айя та єпархія Бела, але в 13 столітті воно знову було зменшено до однієї лише Мармаріцани, перш ніж її також передати архієпархії Ламія (Зетуніон), ймовірно, після 1318 р. На рубежі XIII століття її єпископ Євфимій Малакес був кореспондентом митрополита Афін Михайла Хоніата.
Після Четвертого хрестового походу місто було перетворено на архієпархію латинського обряду, Латинське архієпископство Неопатри. Престол був придушений після грецької реконкісти, але відновлений, коли каталонці заснували герцогство Неопатра в 1319 році, і залишався активним до османського завоювання на рубежі 15 століття. У 1933 році його було відновлено як католицький титулярний престол.

## Адміністративні підрозділи
Муніципальна одиниця Іпаті поділяється на такі громади (села в дужках):
- Аргірохорі
- Дафні
- Кастанея (Kastanea, Kapnochori)
- Компотади
- Ладіку
- Лутра Іпатіс (Лутра Іпатіс, Варка, Магула, Неа Іпаті)
- Лічно (Лично, Алонія)
- Мексіати
- Мезохор Іпатіс
- Неохорій Іпатіс
- Перістері
- Піргос
- Родонія (Родонія, Каря)
- Сика Іпатіс
- Василики
- Іпаті (Іпаті, Амалота)

## Населення
| рік      | Село | Спільнота | Муніципалітет (після 2011 Мун. Од.) |
| -------- | ---- | --------- | ----------------------------------- |
| 1991 рік | —    | 929       | 6,795                               |
| 2001 рік | 724  | 849       | 6,855                               |
| 2011 рік | 496  | 552       | 4,541                               |

## Археологія
Коли Вільям Мартін Лік відвідав його в XIX столітті, там все ще є значні залишки стародавнього міста. Він спостерігав багато великих чотирикутних блоків каменів і фундаментів стародавніх стін на височинах, а також у забудовах міста. У митрополичій церкві він помітив гарну деревину з білого мармуру, а на зовнішній стороні стіни напис дрібними літерами найкращих часів. Він також виявив напис на розбитій брили білого мармуру, що лежала під платаном біля фонтану на єврейському кладовищі.

## Пам'ятки архітектури

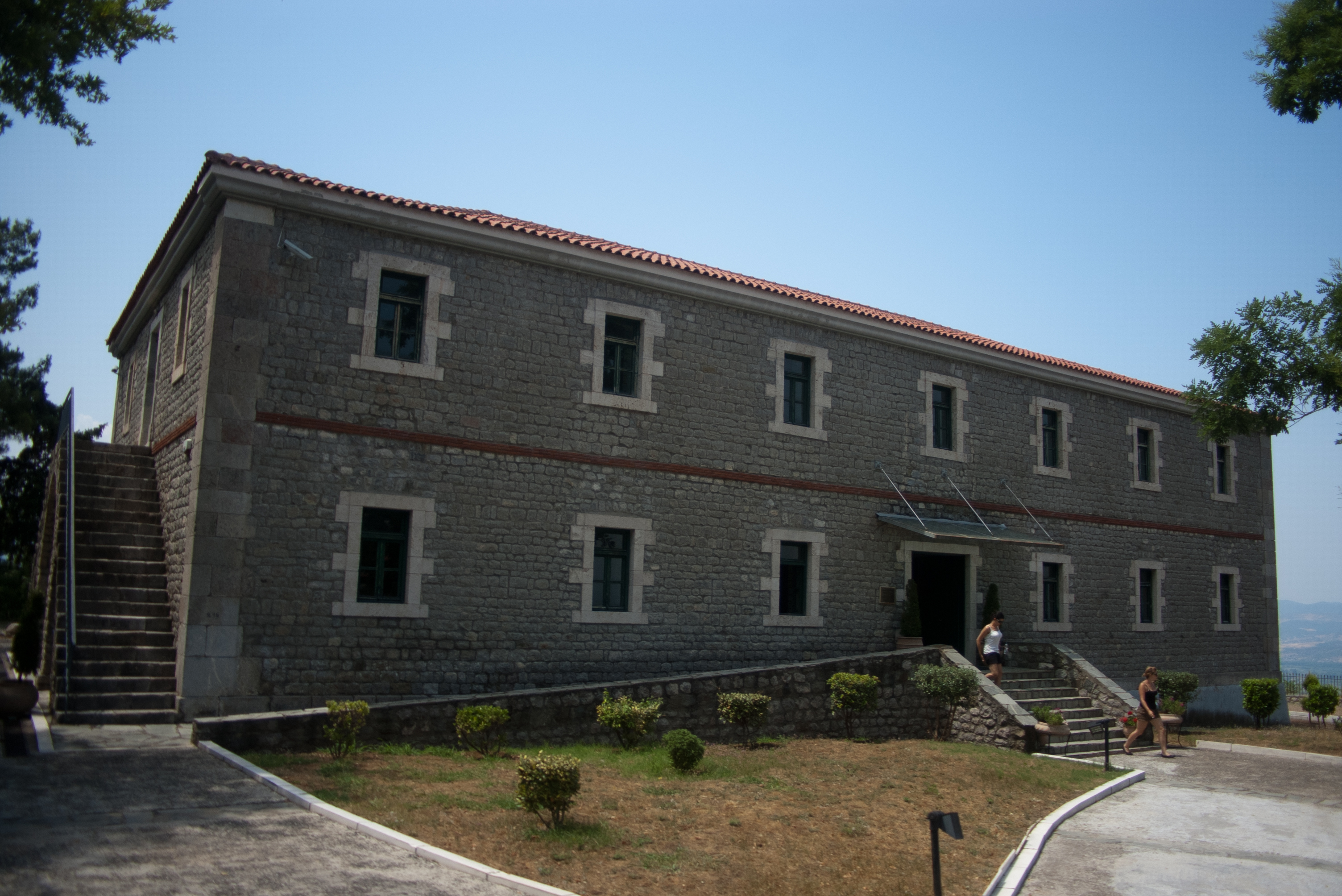
Візантійський музей Фтіотиди

У місті все ще домінує середньовічний замок, який, ймовірно, був побудований у сучасному вигляді в XIII столітті, хоча велика кругла вежа, ймовірно, відноситься до каталонського періоду. Востаннє замок використовувався у військових цілях під час громадянської війни в Греції. Замок був відреставрований у 2011–15 роках за кошти ЄС під наглядом 24-го Ефорату візантійських старожитностей і відкритий для відвідування з 19 грудня 2015 року.
Візантійський музей Фтіотіди, розташований у будівлі старої казарми, зведеній у 1836 році та відкритий для публіки з 2007 року, містить візантійські артефакти, виявлені під час археологічних розкопок у префектурі Фтіотіда, включаючи мозаїку та предмети щоденного вжитку, а також значна колекція монет. У місті також є церква Святої Софії візантійської доби, побудована на місці давнішої ранньохристиянської церкви. Церковна кладка містить багато фрагментів споліїв раннього та середнього візантійського періодів, а також поствізантійської епохи. На південній стороні археологи виявили залишки баптистерія V ст. Стара кафедральна церква міста, присвячена святому Миколаю, датується 18 століттям, але частини мозаїчної підлоги та повторно використані архітектурні елементи вказують на існування на тому ж місці ранньохристиянської базиліки.
Визначними пам'ятками також є астрономічна школа та планетарій «Kakogianneio», традиційний водяний млин біля водоспаду біля в'їзду в місто та пам'ятник мученикам на центральній міській площі, присвячений людям, страченим німці 17 червня 1944 р. Завдяки близькості Оети Іпаті також став центром для екскурсій на гори та є відправною точкою кількох трекінгових маршрутів.
Монастир Агафона XV століття розташований приблизно в 3 км на захід від міста. У монастирі також знаходиться Музей природної історії Оіті, присвячений геології, клімату, флорі та фауні гори Отета та її національного парку.